# 魯賓·沙穆特
魯賓·亞歷山大·米高·沙穆特 （英語：Ruben Alexander Michael Sammut，1997年9月26日—），已退役英格蘭職業足球員，司職中場。他現於英超球會車路士擔任球探工作。

## 球會生涯
沙穆特出生於英格蘭，並於2004年加入英超球會車路士的青訓學院。他於2013年3月首次為球會的U18梯隊上陣，及後協助車路士的青年梯隊奪得英格蘭足總青年盃及歐洲青年聯賽等冠軍。沙穆特的合約原於2017–18賽季後結束，他於2018年6月與車路士達成協議，續約一年。
2018年6月19日，他於續約後被外借到蘇冠球會，為期一季。同年7月14日，他於對陣的蘇格蘭聯賽盃賽事中上演職業生涯地標戰，福爾柯克以1–0敗陣。
沙穆特於賽季後不獲續約，後於英甲球會新特蘭試訓成功後簽約一年。他於賽季中僅為球會的U23梯隊上陣，未獲一隊上陣機會，並於賽季結束後再次不獲續約，以自由身離開球會。
2020年10月，沙穆特加盟足球全國聯賽南業餘球會杜爾維奇，同時回到車路士青訓學院擔任青年隊球探實習生。沙穆特於聯賽因2019冠状病毒病疫情被腰斬後離開杜爾維奇，他共在各項賽事中為球隊上陣八次。
沙穆特在離開杜爾維奇後任職於英甲球會查爾頓，負責協調球會一隊轉會。2023年5月，他再次回到車路士，擔任一隊高級球探。

## 國家隊生涯
沙穆特合資格於國際賽代表英格蘭、蘇格蘭和馬耳他。他曾代表蘇格蘭的U16、U19、U20青年代表隊。
2017年5月17日，沙穆特入選蘇格蘭U20的2017年土倫盃參賽名單，並協助球隊取得銅牌。

## 生涯統計
最後更新：2020年12月28日
| 效力球會 | 球季     | 聯賽     | 聯賽 | 聯賽 | 國家盃賽 | 國家盃賽 | 聯賽盃賽 | 聯賽盃賽 | 其他 | 其他 | 總計 | 總計 |
| 效力球會 | 球季     | 聯賽     | 上陣 | 入球 | 上陣     | 入球     | 上陣     | 入球     | 上陣 | 入球 | 上陣 | 入球 |
| -------- | -------- | -------- | ---- | ---- | -------- | -------- | -------- | -------- | ---- | ---- | ---- | ---- |
| 車路士   | 2018–19  | 英超     | 0    | 0    | 0        | 0        | 0        | 0        | 0    | 0    | 0    | 0    |
| （外借） | 2018–19  | 蘇冠     | 12   | 0    | 1        | 0        | 3        | 0        | 0    | 0    | 16   | 0    |
| 新特蘭   | 2019–20  | 英甲     | 0    | 0    | 0        | 0        | 0        | 0        | 0    | 0    | 0    | 0    |
| 杜爾維奇 | 2020–21  | 英全國南 | 5    | 0    | 2        | 0        | —        | —        | 1    | 0    | 8    | 0    |
| 生涯總計 | 生涯總計 | 生涯總計 | 17   | 0    | 3        | 0        | 3        | 0        | 1    | 0    | 24   | 0    |

1. ↑  於英格蘭足總錦標賽事上陣。

## 榮譽
車路士青年隊
- 英格蘭足總青年盃：2014–15（英语：2014–15 FA Youth Cup）、2015–16（英语：2015–16 FA Youth Cup）
- 歐洲青年聯賽：2014–15（英语：2014–15 UEFA Youth League）、2015–16（英语：2015–16 UEFA Youth League）

## 外部連結
- 魯賓·沙穆特於scottishfa.co.uk
- 足球数据库：魯賓·沙穆特的球员统计数据